# 紅雀 (アルバム)
『紅雀』（べにすずめ）は、松任谷由実（ユーミン）の5枚目のオリジナルアルバム。1978年3月5日に東芝EMIからリリースされた（LP：ETP-72303、CT：ZT25-189）。1981年5月5日再発（LP：ETP-90081、CT：ZT28-781）。
1985年6月1日に初CD化（CA32-1131）。1999年2月24日にLPのブックレットを復刻し、バーニー・グランドマンによるデジタルリマスタリングで音質を大幅に向上したリマスタリングCD（TOCT-10638）とLP（TOJT-10638）をリリース。

## 解説
- 結婚後「松任谷由実」として最初のオリジナルアルバム。
- キャッチコピーは「1年5ヶ月の沈黙をやぶり第5弾ついに登場!! ユーミンの新しい世界がここに!!」。
- 発売当初カセットの収録順は「9月には帰らない」「ハルジョオン・ヒメジョオン」「私なしでも」「地中海の感傷」「白い朝まで」「罪と罰」「出さない手紙」「LAUNDRY-GATEの想い出」「残されたもの」「紅雀」であったが、1981年の再発時に正式な順序に戻された。
- ユーミン自身は1992年の「月刊カドカワ」の特集号インタビューに於いて、本作について振り返り〝最も地味な作品。これ以上シックになることはないだろう〟と語っている。
- 初出荷盤のCDレーベルは、松任谷の顔が半分に切ったデザインとなっており、25枚目のアルバム『U-miz』まで使用されている。またこのデザインは後にリリースされたCD-BOX「Yumi Matsutoya 1978-1989」のジャケットとして使用された。
- 「松任谷正隆のバッド・プロデュース」と酷評されたアルバム。松任谷由実も「もう終わった」と書かれたくらい。モチーフはルイス・ブニュエルの『昼顔』のカトリーヌ・ドヌーヴ。〝昼はドクターの妻、夜は娼婦という2つの顔を持つ、大人の女を音楽でやりたかった〟〝セールス的に落ちた理由は、明るさがなかったこと、ラテン・フレーヴァーを強くしたことかもしれない〟〝僕としては悪い仕上がりだと思わなかったが、ただ変わりたいという思いが先走りして、少し背伸びしてしまったのかもしれない〟〝結婚して間もない頃だったので、お互いの関係性は微妙になり、苦しい思いもしたが、状況を打開したいという気持ちはものすごくあった〟と、後に松任谷正隆は述べている[1]。

## 収録曲

### CD
| 全作詞・作曲: 松任谷由実、全編曲: 松任谷正隆。 |                                                                           |            |            |      |
| #                                              | タイトル                                                                  | 作詞       | 作曲・編曲 | 時間 |
| 1.                                             | 「9月には帰らない -The Lighthouse-」                                      | 松任谷由実 | 松任谷由実 | 4:55 |
| 2.                                             | 「ハルジョオン・ヒメジョオン -Erigeron Philadelphicus, Erigeron Annuus-」 | 松任谷由実 | 松任谷由実 | 3:57 |
| 3.                                             | 「私なしでも -Without Me-」                                               | 松任谷由実 | 松任谷由実 | 3:16 |
| 4.                                             | 「地中海の感傷 -Sentimental By the Mediterranean Sea-」                   | 松任谷由実 | 松任谷由実 | 3:51 |
| 5.                                             | 「紅雀 -Linnet-」                                                         | 松任谷由実 | 松任谷由実 | 3:32 |
| 6.                                             | 「罪と罰 -Crime and Punishment-」                                         | 松任谷由実 | 松任谷由実 | 4:26 |
| 7.                                             | 「出さない手紙 -The Letter You'll Never Read-」                           | 松任谷由実 | 松任谷由実 | 4:12 |
| 8.                                             | 「白い朝まで -Until the White Morning-」                                  | 松任谷由実 | 松任谷由実 | 3:17 |
| 9.                                             | 「LAUNDRY-GATEの想い出 -Memories of the Laundry-Gate-」                   | 松任谷由実 | 松任谷由実 | 5:30 |
| 10.                                            | 「残されたもの -Left Behind-」                                            | 松任谷由実 | 松任谷由実 | 3:35 |

### 楽曲解説
1. 9月には帰らない
麻倉未稀が1988年に発売したアルバム『Elegant Talk』でカバー[2]。1994年にはフジテレビ系ドラマ『君といた夏』最終回で挿入歌として使われた。
2. ハルジョオン・ヒメジョオン -Erigeron Philadelphicus, Erigeron Annuus-
10枚目のシングルとしてアルバムと同時発売。タイトルのハルジョオンとヒメジョオンはキク科ムカシヨモギ属の草のこと。歌詞中に「ヒメジョオン」は登場するが「ハルジョオン」は単語としては直接出てこない。
吉川忠英が1983年に発売したアルバム『IN MY POCKET』でカバー。
3. 私なしでも
4. 地中海の感傷
スペインのバルセロナを舞台にした曲。1998年のベストアルバム投票キャンペーンで抽選で『地中海の感傷』賞としてバルセロナ旅行がプレゼントされた。
5. 紅雀
タイトルチューン。1993年「紅雀〜暁のシュプール」として歌詞の一部を変え、リアレンジされた。1993年アルペンスキー世界選手権テーマ曲となった。
6. 罪と罰
情事の後の倦怠を歌ったラテンタッチの曲。前出のシングル『ハルジョオン・ヒメジョオン』のB面に収録。
7. 出さない手紙
8. 白い朝まで
小雨の降る都会の公園（モデルは千代田区に所在する錦華公園）で独りたたずみ淋しさに耽る、という内容の曲。Aメロはわずか1回、サビも2回しか歌われないコンパクトな3分15秒の楽曲である。
9. LAUNDRY-GATEの想い出
かつての友人との想い出を綴ったナンバー。タイトルは実在した米軍立川基地のゲートのひとつで、「ランドリーゲート」の名前は1998年秋まで立川バスのバス停名（現・富士見通り）に残っていた。
10. 残されたもの
岸洋子が1979年に発売したアルバム『雪枕』でカバー。

## CT収録曲(初版のみ)

### Side A
1. 9月には帰らない
2. ハルジョオン・ヒメジョオン
3. 私なしでも
4. 地中海の感傷
5. 出さない手紙

### Side B
1. 罪と罰
2. 白い朝まで
3. LAUNDRY-GATEの想い出
4. 残されたもの
5. 紅雀

作詞・作曲 : 松任谷由実 編曲 : 松任谷正隆

## 参加ミュージシャン
- キーボード&フラットマンドリン：松任谷正隆
- ドラム：林立夫
- パーカッション：斉藤ノブ
- ベース：高水健司、細野晴臣
- エレクトリック・ギター：鈴木茂、松原正樹
- アコースティック・ギター：Ted M. Gibson     (吉川忠英の変名)
- トランペット＆フリューゲルホルン：羽鳥幸次、本田満、杉山ときいち、中沢健次
- フリューゲルホルン・ソロ（A-5）：中沢健次
- トロンボーン：岡田澄雄、杉本勝行、数原晋、平内保夫
- フレンチホルン：小山亮、山田榮重、冨成裕一、梅田学
- サキソフォン：Jake H. Conception、三森一郎、斉藤清、鈴木重雄、砂原俊三
- サキソフォン・ソロ（A-3,B-1）：Jake H. Conception
- フルート：三森一郎、鈴木重雄、斎藤清、国吉静治、相馬充
- オーボエ：坂宏之
- クラリネット：Jake H. Conception
- ケーナ：小出ひでお、小山たける
- ヴァイオリン：日色純一、白井英治、渡辺じょう、篠崎正嗣、大久保貞二、大下茂樹、秋山俊樹、戸田道代、斉藤なお、荻野照子
- ヴィオラ：遠山克彦、横井俊雄
- チェロ：前田昌利、阿部雅士
- ハープ：山川恵子
- コーラス：松任谷由実、David Rankin、Jake H. Conception